# Raman Juzapčuk
Raman Mikalaevič Juzapčuk (in bielorusso Раман Мікалаевіч Юзапчук?; Mahilëŭ, 24 luglio 1997) è un calciatore bielorusso, centrocampista del Sokol Saratov, in prestito dal Chimki, e della nazionale bielorussa.

## Carriera

### Club
Ha giocato nella prima divisione dei campionati bielorusso e russo.

### Nazionale
Ha esordito nella nazionale bielorussa nel 2020.

## Statistiche

### Cronologia presenze e reti in nazionale
| Cronologia completa delle presenze e delle reti in nazionale ― Bielorussia | Cronologia completa delle presenze e delle reti in nazionale ― Bielorussia | Cronologia completa delle presenze e delle reti in nazionale ― Bielorussia | Cronologia completa delle presenze e delle reti in nazionale ― Bielorussia | Cronologia completa delle presenze e delle reti in nazionale ― Bielorussia | Cronologia completa delle presenze e delle reti in nazionale ― Bielorussia | Cronologia completa delle presenze e delle reti in nazionale ― Bielorussia | Cronologia completa delle presenze e delle reti in nazionale ― Bielorussia |
| Data                                                                       | Città                                                                      | In casa                                                                    | Risultato                                                                  | Ospiti                                                                     | Competizione                                                               | Reti                                                                       | Note                                                                       |
| -------------------------------------------------------------------------- | -------------------------------------------------------------------------- | -------------------------------------------------------------------------- | -------------------------------------------------------------------------- | -------------------------------------------------------------------------- | -------------------------------------------------------------------------- | -------------------------------------------------------------------------- | -------------------------------------------------------------------------- |
| 26-2-2020                                                                  | Sofia                                                                      | Bulgaria                                                                   | 0 – 1                                                                      | Bielorussia                                                                | Amichevole                                                                 | -                                                                          | 60’                                                                        |
| 11-10-2020                                                                 | Vilnius                                                                    | Lituania                                                                   | 2 – 2                                                                      | Bielorussia                                                                | UEFA Nations League 2020-2021 - 1º turno                                   | -                                                                          | 69’                                                                        |
| 14-10-2020                                                                 | Minsk                                                                      | Bielorussia                                                                | 2 – 0                                                                      | Kazakistan                                                                 | UEFA Nations League 2020-2021 - 1º turno                                   | 1                                                                          |                                                                            |
| 11-11-2020                                                                 | Ploiești                                                                   | Romania                                                                    | 5 – 3                                                                      | Bielorussia                                                                | Amichevole                                                                 | -                                                                          | 46’                                                                        |
| 15-11-2020                                                                 | Minsk                                                                      | Bielorussia                                                                | 2 – 0                                                                      | Lituania                                                                   | UEFA Nations League 2020-2021 - 1º turno                                   | -                                                                          | 24’                                                                        |
| 18-11-2020                                                                 | Tirana                                                                     | Albania                                                                    | 3 – 2                                                                      | Bielorussia                                                                | UEFA Nations League 2020-2021 - 1º turno                                   | -                                                                          |                                                                            |
| 24-3-2021                                                                  | Minsk                                                                      | Bielorussia                                                                | 1 – 1                                                                      | Honduras                                                                   | Amichevole                                                                 | -                                                                          | 46’                                                                        |
| 27-3-2021                                                                  | Minsk                                                                      | Bielorussia                                                                | 4 – 2                                                                      | Estonia                                                                    | Qual. Mondiali 2022                                                        | -                                                                          |                                                                            |
| 30-3-2021                                                                  | Lovanio                                                                    | Belgio                                                                     | 8 – 0                                                                      | Bielorussia                                                                | Qual. Mondiali 2022                                                        | -                                                                          |                                                                            |
| 2-6-2021                                                                   | Minsk                                                                      | Bielorussia                                                                | 1 – 2                                                                      | Azerbaigian                                                                | Amichevole                                                                 | -                                                                          | 46’                                                                        |
| 2-9-2021                                                                   | Ostrava                                                                    | Rep. Ceca                                                                  | 1 – 0                                                                      | Bielorussia                                                                | Qual. Mondiali 2022                                                        | -                                                                          | 64’                                                                        |
| 5-9-2021                                                                   | Kazan'                                                                     | Bielorussia                                                                | 2 – 3                                                                      | Galles                                                                     | Qual. Mondiali 2022                                                        | -                                                                          | 73’                                                                        |
| 13-11-2021                                                                 | Cardiff                                                                    | Galles                                                                     | 5 – 1                                                                      | Bielorussia                                                                | Qual. Mondiali 2022                                                        | -                                                                          | 71’                                                                        |
| 16-11-2021                                                                 | Minsk                                                                      | Bielorussia                                                                | 1 – 0                                                                      | Giordania                                                                  | Amichevole                                                                 | -                                                                          | 70’                                                                        |
| 26-3-2022                                                                  | Madinat 'Isa                                                               | India                                                                      | 0 – 3                                                                      | Bielorussia                                                                | Amichevole                                                                 | -                                                                          | 46’                                                                        |
| 29-3-2022                                                                  | Riffa                                                                      | Bahrein                                                                    | 0 – 1                                                                      | Bielorussia                                                                | Amichevole                                                                 | -                                                                          | 81’                                                                        |
| 25-3-2023                                                                  | Novi Sad                                                                   | Bielorussia                                                                | 0 – 5                                                                      | Svizzera                                                                   | Qual. Euro 2024                                                            | -                                                                          | 33’                                                                        |
| 28-3-2023                                                                  | Bucarest                                                                   | Romania                                                                    | 2 – 1                                                                      | Bielorussia                                                                | Qual. Euro 2024                                                            | -                                                                          | 46’                                                                        |
| 16-6-2023                                                                  | Budapest                                                                   | Bielorussia                                                                | 1 – 2                                                                      | Israele                                                                    | Qual. Euro 2024                                                            | -                                                                          |                                                                            |
| 19-6-2023                                                                  | Budapest                                                                   | Bielorussia                                                                | 2 – 1                                                                      | Kosovo                                                                     | Qual. Euro 2024                                                            | -                                                                          | 63’                                                                        |
| 12-10-2023                                                                 | Budapest                                                                   | Bielorussia                                                                | 0 – 0                                                                      | Romania                                                                    | Qual. Euro 2024                                                            | -                                                                          | 73’                                                                        |
| 21-11-2023                                                                 | Pristina                                                                   | Kosovo                                                                     | 0 – 1                                                                      | Bielorussia                                                                | Qual. Euro 2024                                                            | -                                                                          | 90+1’                                                                      |
| 11-6-2024                                                                  | Budapest                                                                   | Bielorussia                                                                | 0 – 4                                                                      | Israele                                                                    | Amichevole                                                                 | -                                                                          | 46’                                                                        |
| Totale                                                                     |                                                                            | Presenze                                                                   | 23                                                                         |                                                                            | Reti                                                                       | 1                                                                          |                                                                            |